# Tapeinosperma deflexum
Tapeinosperma deflexum är en viveväxtart som beskrevs av Carl Christian Mez. Tapeinosperma deflexum ingår i släktet Tapeinosperma och familjen viveväxter. Inga underarter finns listade i Catalogue of Life.